# Andrew Funk
Andrew David Funk, född 21 september 1999 i Warrington Township i Pennsylvania, är en amerikansk professionell basketspelare (SG) som spelar för Denver Nuggets i National Basketball Association (NBA). Han har tidigare spelat för Chicago Bulls.
Funk blev aldrig NBA-draftad.
Innan han blev proffs studerade Funk först vid Bucknell University och spelade för deras idrottsförening Bucknell Bison. Han blev senare överförd till Pennsylvania State University för spel i Penn State Nittany Lions.